# 薩摩川内市立川内南中学校
薩摩川内市立川内南中学校（さつませんだいしりつ せんだいみなみちゅうがっこう）は、鹿児島県薩摩川内市平佐町にある市立中学校。

## 概要
薩摩川内市平佐町にある中学校で、薩摩川内市が誕生する以前は、川内市立川内南中学校であった。2006年5月1日現在の生徒数は618名で、各学年の学級数は5 - 6学級である。

## 沿革
- 1947年（昭和22年）4月1日 - 以下の2校が開校。
  - 川内市立川内南中学校
  - 永利村立永利中学校
- 1956年（昭和31年）10月1日 - 永利村が川内市に編入され、永利村立永利中学校が川内市立永利中学校に改称。
- 1960年（昭和35年）4月1日 - 川内市立川内南中学校と川内市立永利中学校が統合し、川内市立川内南中学校となる[1]。
- 1979年（昭和54年）3月31日 - 厚生園に設置されていた厚生園分校が廃校となる。
- 2004年（平成16年）10月12日 - 薩摩川内市立川内南中学校に改称。

## 部活動
- 軟式野球
- サッカー
- 男子ソフトテニス
- 女子ソフトテニス
- ソフトボール
- 男子バレーボール（新創部）2016年創部〜
- 女子バレーボール

- 男子バスケットボール
- 女子バスケットボール
- 卓球
- 陸上
- 水泳
- 柔道

- 剣道
- 吹奏楽
- 美術
- ボランティア

## 著名な出身者
- 木佐貫洋 - プロ野球選手
- 山田孝之 - 俳優、3年2学期まで在籍
- 松本麗世 - 女優、モデル

## 通学区域
川内南中学校の通学区域は以下の大字の区域が指定されている。
- 永利町のうち倉谷、小牟田原、辰口、南川を除いた全域
- 百次町の全域
- 隈之城町の全域
- 中福良町の全域
- 矢倉町の全域

- 勝目町の全域
- 川永野町の全域
- 尾白江町の全域
- 木場茶屋町の全域
- 都町の全域

- 青山町の全域
- 山之口町の全域
- 宮崎町のうち古川及び沖玉を除いた全域